# Chörten

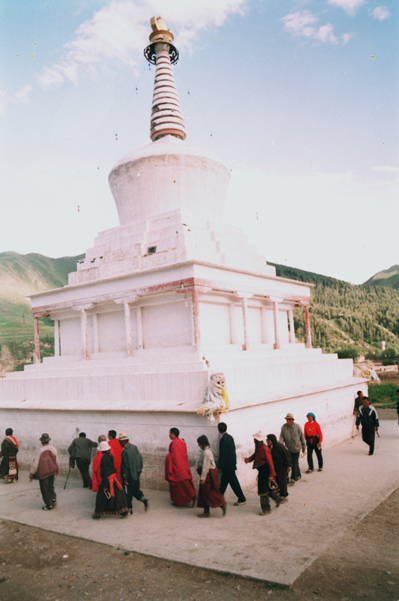
Circumambulation autour du chörten du monastère de Labrang dans le Gansu.

Le chörten (tibétain : མཆོད་རྟེན།, Wylie : mchod rten, THL : chörten, prononcer Tcheutèn) est le nom tibétain des stūpas (d'origine indienne) bouddhiques que l'on retrouve dans l'ensemble de l'Asie. Ils sont également appelés dagoba au Sri Lanka.
Ils constituent l'expression architecturale la plus répandue du bouddhisme. On les rencontre partout, et sous diverses tailles.
Des chörtens furent construits et le sont toujours dans l'ensemble des régions himalayennes.

## Origines
Le stūpa indien était initialement une construction pérenne symbolisant un monument funéraire sans espace intérieur accessible. Le premier stūpa a été construit en Inde, au IIe siècle avant notre ère. Il était un des symboles de la religion bouddhiste, à une époque où les images religieuses n'étaient pas admises.
Les premiers chörtens du Tibet étaient destinés à recevoir les reliques du Bouddha Sakyamuni. Ils devinrent par la suite le réceptacle du corps des Tibétains considérés comme saints. La dépouille mortelle des dignitaires comme le dalaï-lama ou le panchen lama est inhumée dans un chörten de très grandes dimensions ou en or. D'autres chörtens renferment des textes sacrés. Le Tibet comptait des milliers de chörten érigés à la mémoire de grands maîtres, ou pour héberger des reliques et des offrandes, mais ils furent presque tous détruits sous la révolution culturelle ou avant.

### Du stūpa au chörten

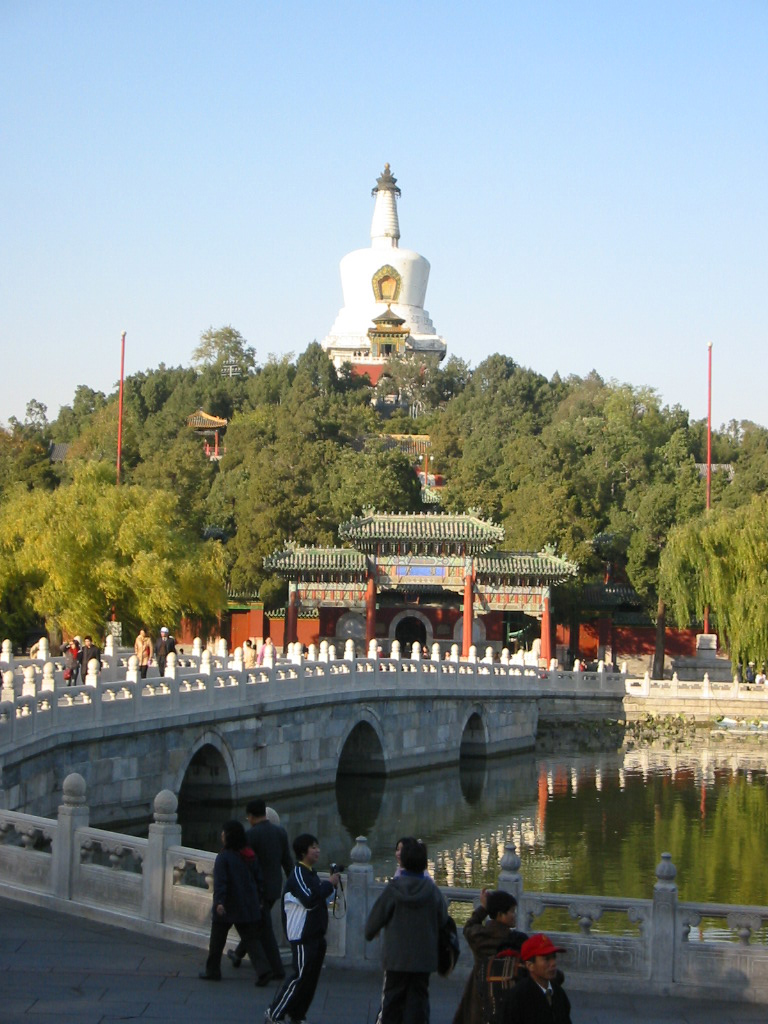
Chörten du parc Beihai, à Pékin (dynastie Qing)

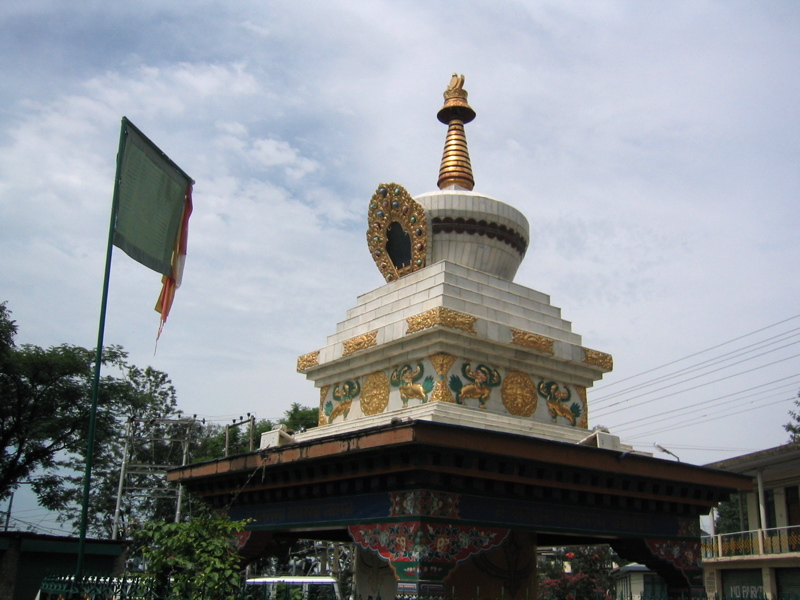
Stūpa construit par Thubten Ngodup et consacré par Khamtrul Rinpoché à Gangchen Kyishong, Dharamsala.

La forme du stūpa connaît une forte variation lors de sa dissémination dans le continent asiatique, chaque région développant son style propre. Ainsi, au Tibet, de même qu'au Bhoutan, au Ladakh et au Sikkim, le stūpa devient chörten, avec sa forme caractéristique de bulbe, tandis qu'en Birmanie et en Asie du Sud-Est, il adopte une forme typique de cloche. On retrouve ce type de chörten sur l'ensemble de la Chine, dont certains, constitué sous la dynastie Yuan (Temple Tayuan (Shanxi), Pagode du cheval blanc (Gansu), Stupa blanc du temple Miaoying (Pékin)) et d'autres sous la dynastie Qing (grande pagode blanche de l'île Qionghua (Pékin)), dont les gouvernements respectifs suivaient les cultes du bouddhisme tibétain.
Il existe huit formes de stūpa. L'une d'entre elles, dite de la « victoire sur Māra », fut choisie pour la construction d'un stūpa dédié au gouvernement tibétain en exil, à Gangchen Kyishong, près de Dharamsala, par Thubten Ngodup. Fermement ancrée à la terre, il est réputé avoir le pouvoir de s'opposer au forces négatives souterraines.

## Architecture
Les chörtens existent de toutes les tailles, depuis la sculpture miniature qui est posée sur un autel, jusqu'à l'édifice monumental, et sous plusieurs couleurs.

### Matériaux
À cause de la relative rareté du bois au Tibet, et en l'absence de construction monumentale en pierres, le chörten est construit avec les mêmes matériaux que les fermes et les monastères : briques séchées ou pierres équarries avec un habillage en plâtre. Le renouvellement du plâtre constituait un acte de mérite.

### Style des chörtens

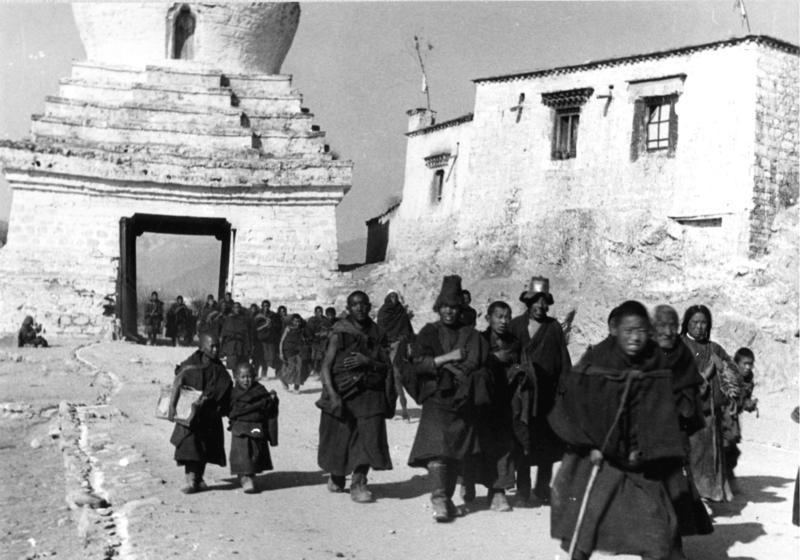
Chörten servant de porte de ville à Lhassa (1938).

Le style des chörtens va de la copie des stūpas indiens (notamment de ceux du Cachemire ou du royaume Pala) aux édifices complexes bâtis sur plusieurs niveaux avec des espaces intérieurs accessibles et réservés au culte, comme pour le chörten de Gyantsé, aussi dénommé kumbum, le plus important du Tibet ; d'autres sont en forme de porte.
Il existe aussi des petits chortens votifs en cuivre.
Le plan des chörtens tibétains peut varier, allant du plan circulaire dans le Kham au plan carré au Ladakh.
On y accroche aussi les drapeaux de prières bouddhistes.

## Symbolisme

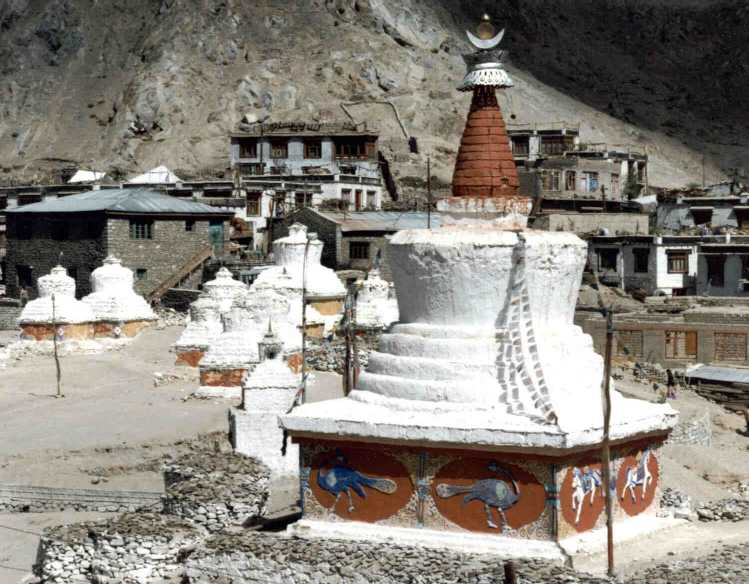
Chörten au Ladakh.

Des chörtens furent construits et le sont toujours dans l'ensemble des régions himalayennes. Les fidèles considèrent cette action comme vertueuse.
Sous une apparente simplicité, le chörten répond à un symbolisme complexe. Il autorise plusieurs niveaux d'interprétation.
Il représente tout d'abord les trois refuges du bouddhisme :
- les quatre marches du bas symbolisent la communauté des religieux (sangha),
- la base cubique renvoie à l'enseignement de Bouddha (dharma),
- le bulbe renversé évoque le Bouddha lui-même[1].

La forme de ses différentes parties a un sens symbolique bien précis.
- L'axe central figure l'axe du monde, qui relie les enfers, la Terre et les cieux.
- La base carrée s'apparente à l'élément terre, elle représente l'éthique des « dix vertus » sur laquelle repose la pratique spirituelle.
- La partie en arrondi ou bulbe symbolise une goutte, l'élément eau, soit la fluidité.
- La partie en forme de flamme, avec en général ses treize disques empilés, symbolise l'élément feu, c'est-à-dire la chaleur, et les treize états supra-humains.
- La demi-lune ou croissant représente l'élément air, soit la transparence.
- Enfin le cercle s'effilant en pointe dans l'espace (le soleil surmonté d'une flamme) symbolise l'élément éther, c'est-à-dire la subtilité[6],[1].

Schématiquement le chörten correspond aux multiples aspects de la progression vers l'Éveil. Cette évolution fait intervenir cinq sagesses, associées chacune à un dhyani bouddha. De bas en haut, les éléments du chörten, les cinq sagesses et les cinq dhyani bouddhas sont associés comme suit :
- la base : la sagesse de l'identité : Ratnasambhava,
- le bulbe : la sagesse du miroir : Akshobhya,
- la tige avec les treize disques : la sagesse de la discrimination : Amitabha,
- la lune : la perfection des actes : Amoghasiddhi,
- le soleil : la sagesse de la loi : Vairocana[1].

Si les sculptures sont la représentation du corps du Bouddha et les textes sacrés transmettent sa parole, le chörten est le vecteur de son esprit. Il peut contenir différentes reliques sacrées qui lui confèrent sa puissance. Ainsi le chörten peut transmettre la bénédiction du Bouddha.

### Les huit vies du Bouddha

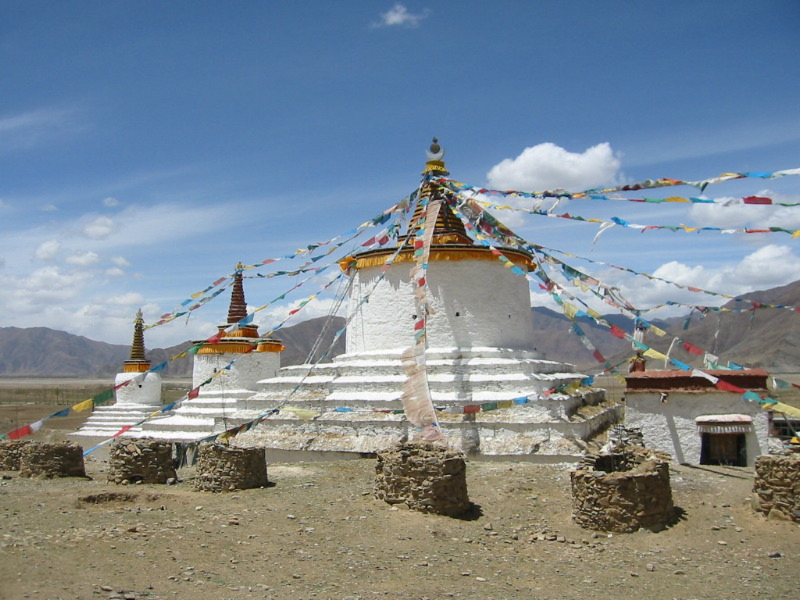
Chörtens entre Lhassa et Ganden.

Il existe plusieurs types de chörten, dont les huit principaux correspondent à la vie du Bouddha. Ils présentent chacun un détail qui les différencie des autres :
- le chörten de la multitude du lotus correspondant à sa naissance
- le chörten de l'éveil,
- le chörten de la mise en mouvement de la roue du Dharma en correspondance avec le premier enseignement,
- le chörten de la descente du monde des Dieux dans lequel Bouddha était venu,
- le chörten de la réconciliation,
- le chörten des prodiges,
- le chörten de la véritable victoire (celle sur la mort),
- le chörten du parinrvana (la mort du Bouddha).

### Circumambulations
Le chörten doit être contourné par la gauche en signe de déférence. Comme avec le stūpa, il est possible d'obtenir du mérite en marchant autour d'un chörten dans le sens des aiguilles d'une montre, en suivant la route du soleil. Cela s'appelle la circumambulation, rite que l'on retrouve dans de nombreuses religions et croyances.

## Chörtens célèbres

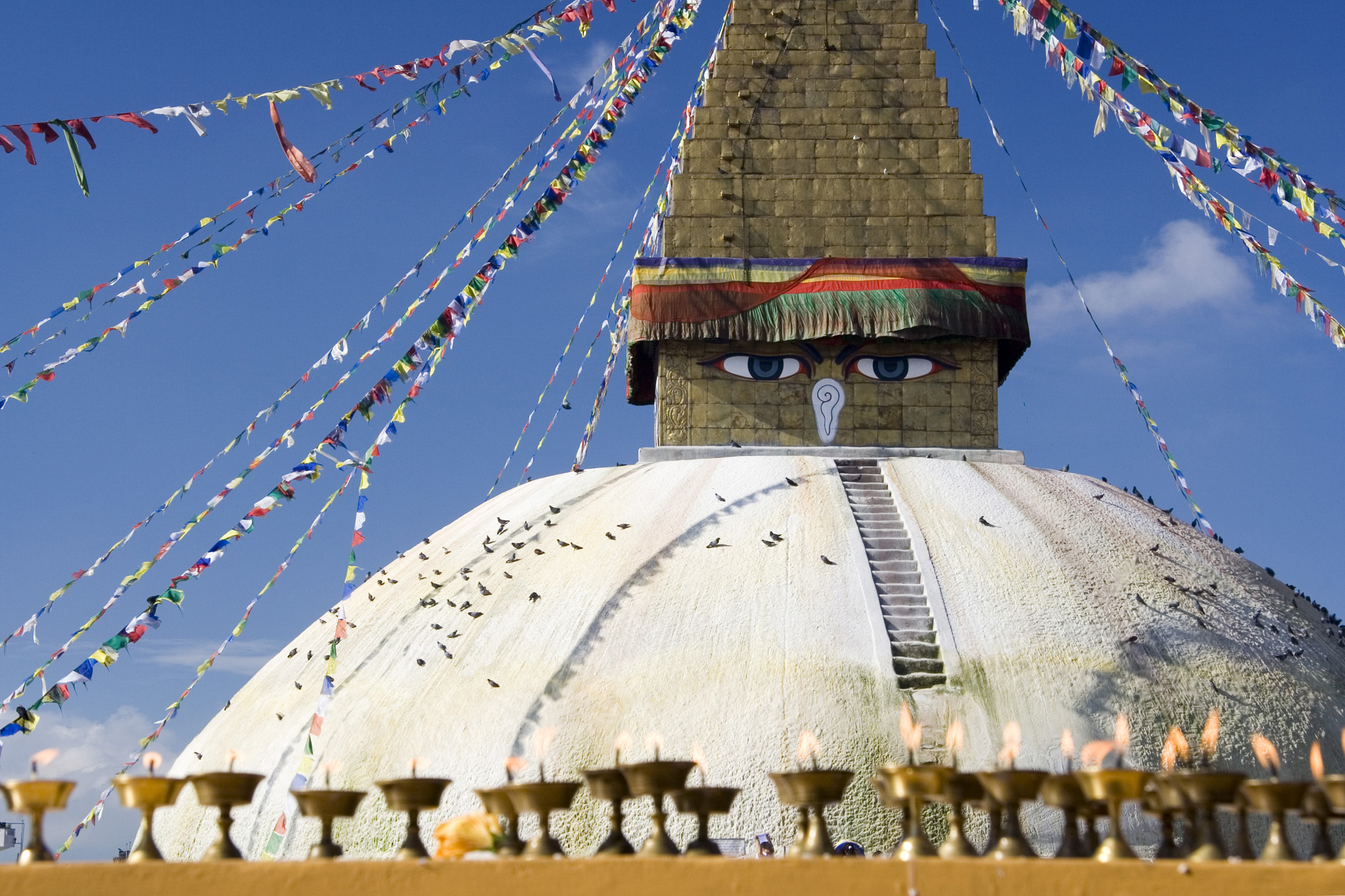
Le stūpa de Bodnath à Katmandou au Népal.

- Le chörten (traduit généralement en stüpa blanche du temple Miaoying), à Pékin, datant également de 1271, à la fondation de la dynastie Yuan, mongole en Chine.
- Le chörten du temple Huguo Falun, à Shenyang, dans la province du Liaoning, fondé au moment de la création de la dynastie Qing, mandchou, en Chine.
- Le chörten du mont Wutai, dans la province du Shanxi, en Chine.
- Le chôrten du temple Yong'an, dans le Parc Beihai, près de la cité interdite, à Pékin.

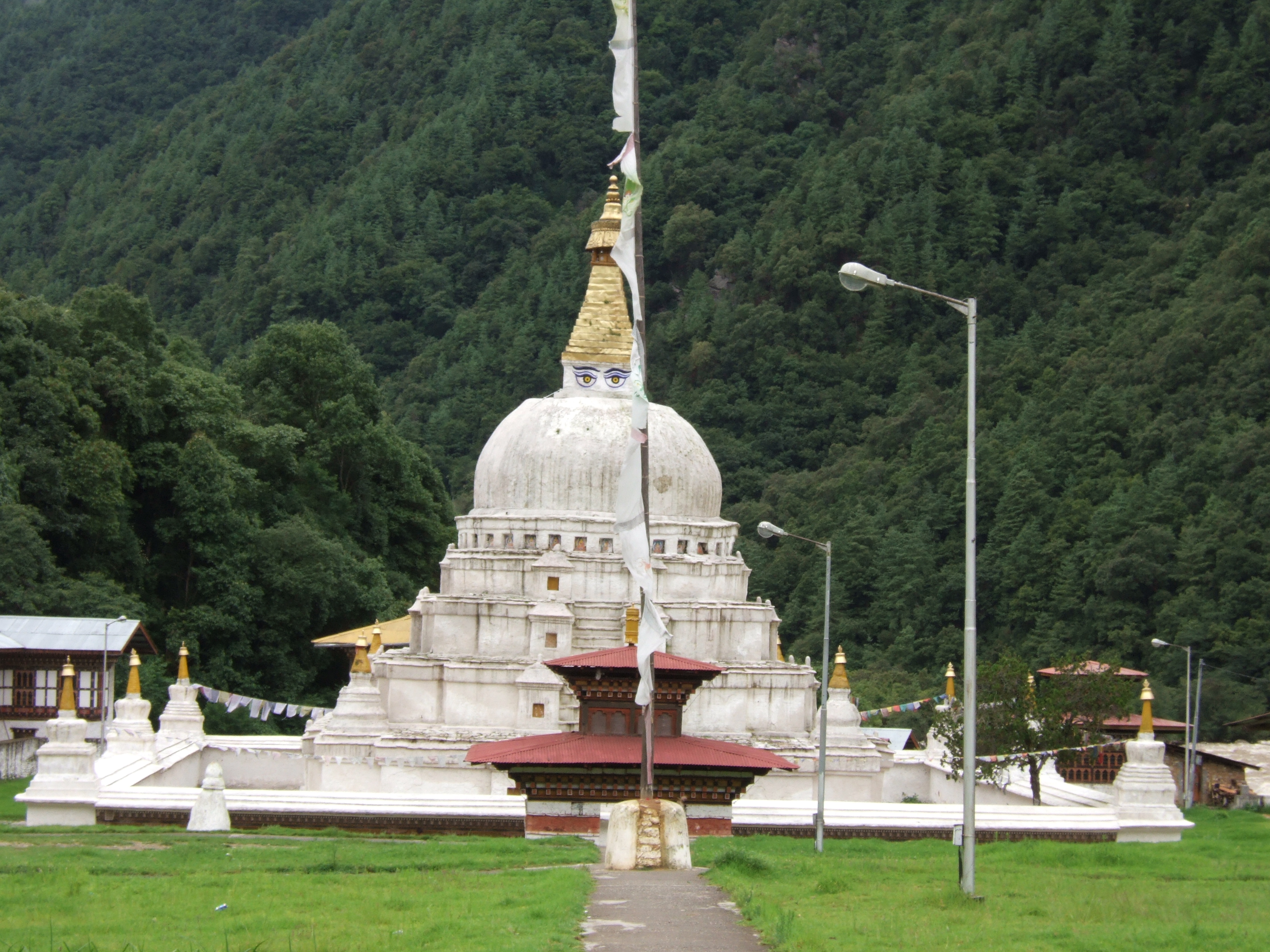
Le chörten Kora, dans le district de Trashiyangtse au Bhoutan.

- Le stūpa de Bodnath, appelé chorten Chenpo en tibétain[9].
- Le chorten Kora (en) est un important chörten dans le Trashiyangtse, au nord-est du Bhoutan.
- Le Kumbum (littéralement, 100 000 images) en gradins à Gyantsé, appartenant au monastère de Palcho dans la région autonome du Tibet. Commandité par un prince de Gyantsé en 1427, il était un centre important de l'école Sakya du bouddhisme tibétain. Il contient 77 chapelles sur 6 étages, et est décoré de plus de 10 000 peintures murales, dont nombre, restées relativement intactes, démontrent une forte influence népalaise. Elles sont les dernières de ce type au Tibet. De nombreuses statues d'argile restaurées sont de moindre qualité artistique que les originaux détruits – mais elles sont encore spectaculaires[10].
- Le chörten du monastère de Kirti, dans la préfecture autonome tibétaine et qiang de Ngawa.
- Le chörten commémoratif de Thimphou au Bhoutan[11].
- Le Karma Deleg Chö Phel Ling (en) à Hantum aux Pays-Bas.

## Dans la bande dessinée
En 1960, Tintin au Tibet du dessinateur Hergé présente plusieurs chörtens dans son récit. Le capitaine Haddock apprend dans cet épisode qu'un chörten doit se passer par la gauche, sinon les « démons sont en colère ».